# Palestinská autonomie
Palestinská autonomie, oficiálně Palestinská národní správa (arabsky السلطة الوطنية الفلسطينية‎, as-Sulta al-wataníja al-filastíníja), je vláda státu Palestina, která vykonává částečnou civilní kontrolu Západního břehu Jordánu (oblasti A a B) na základě dohod z Osla. Do roku 2007 taktéž kontrolovala Pásmo Gazy, o kontrolu přišla v důsledku voleb v roce 2006 a následné občanské války mezi Fatahem a Hamásem. 
Historicky pojem Palestina označoval celé území mezi řekou Jordán a Středozemním mořem. Na většině tohoto území o rozloze asi 15 000 km² dnes leží stát Izrael, který zároveň ekonomicky i vojensky kontroluje formálně autonomní Palestinskou národní správu. Většinu ze 4 milionů obyvatel tvoří muslimové, ale jsou zde také významné křesťanské komunity. Úředním jazykem je arabština. Sídlem palestinské administrativy je Rámaláh, i když Palestinci si nárokují východní Jeruzalém. Vztahy mezi Palestinou a Izraelem jsou poznamenány vleklým oboustranným konfliktem.  
Pojem Palestinská autonomie dříve označoval i útvar, které ovládala. 31. října 2011 se stala členem organizace UNESCO, 29. listopadu 2012 ji Valné shromáždění OSN uznalo jako nečlenský pozorovatelský stát. Po uznání následně v roce 2013 oficiálně změnila svůj název na Stát Palestina.

## Problémy palestinské samosprávy
Hlavním problémem současnosti je nízký životní standard a nezaměstnanost obyvatelstva (zejména v pásmu Gazy). Špatná sociální situace je vhodným prostředím k růstu náboženského fundamentalismu a podhoubím terorismu. Na území palestinské samosprávy se nacházejí uprchlické tábory (Túlkarim a Dženín) a z pohledu mezinárodního práva nelegální osady v Judsku a Samaří, kde (mimo Jeruzalém) žije okolo 300 tisíc Izraelců. Palestinské území navíc na mnoha místech protíná tzv. bezpečnostní bariéra, která je vedena za „zelenou linií“. V červnu 2005 Mezinárodní soudní dvůr v Haagu rozhodl, že bezpečnostní bariéra porušuje mezinárodní právo, protože nestojí na izraelském území. Podle mezinárodního práva je rovněž zakázáno usídlovat obyvatelstvo okupujícího státu na okupovaném území.
Podle reprezentantů státu Izrael osady neporušují Ženevskou konvenci, protože tam jejich obyvatelé odešli z vlastní vůle. Izrael ovšem osadám zajišťuje ochranu vojenskou silou. Bezpečnostní bariéra je podle izraelské vlády nezbytná pro zabránění teroristickým útokům, k jejichž extrémnímu nárůstu a vystupňování brutality došlo v době druhé intifády v l. 2000–2005.

## Administrativní dělení
Podle Dohod z Osla jsou Západní břeh a Pásmo Gazy rozděleny do oblastí (A, B a C) stejně jako 16 guvernorátů:
Oblast Apod bezpečnostní a civilní kontrolou Palestinské samosprávy.
Oblast Bpod civilní kontrolou Palestinské samosprávy a bezpečnostní kontrolou Izraelských obranných sil.
Oblast Cpod plnou izraelskou kontrolou (například: Osady).
V roce 2007 převzal kontrolu nad Pásmem Gazy Hamás. Palestinská správa již nekontroluje Pásmo Gazy.

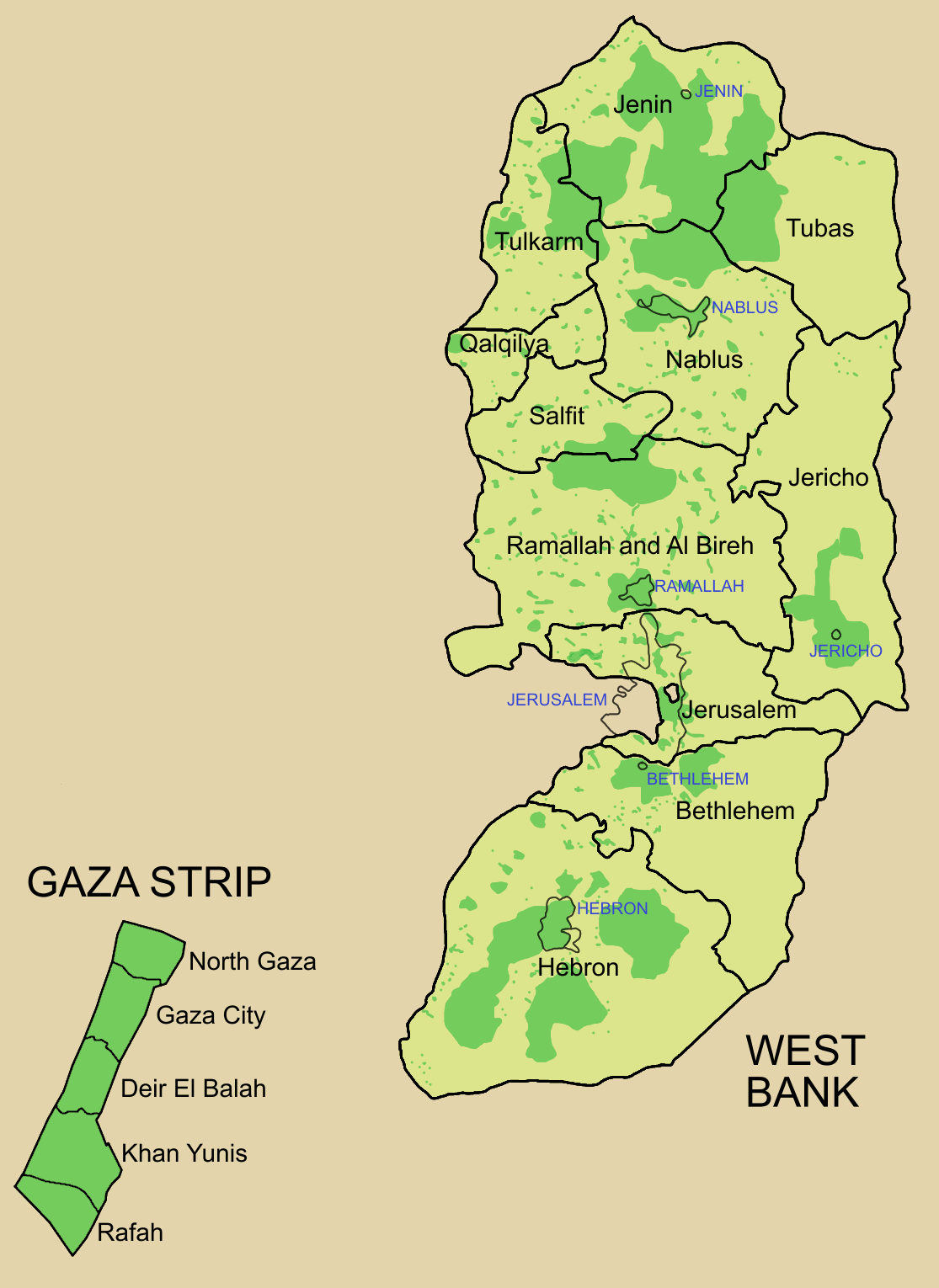
Mapa ukazuje guvernoráty a oblasti pod formální palestinskou kontrolou (Oblasti A a B tmavě zeleně)

### Guvernoráty Palestinské správy
Palestinskou autonomii v současnosti tvoří 11 guvernorátů:
- guvernorát Dženín
- guvernorát Túbás
- guvernorát Nábulus
- guvernorát Túlkarim
- guvernorát Salfít
- guvernorát Kalkílija
- guvernorát Ramalláh
- guvernorát Jericho
- guvernorát Jeruzalém
- guvernorát Betlém
- guvernorát Hebron

### Guvernoráty v Gaze (do 2007)
Pásmo Gazy není od roku 2007 pod kontrolou Palestinské samosprávy. V současnosti správu nad oblastí vykonává Hamás.
- Guvernorát Dajr al-Balah
- Guvernorát Chán Júnis
- Guvernorát Rafah
- Guvernorát Severní Gaza
- Guvernorát Gaza

## Města

### Na Západním břehu
- Ramalláh (Sídlo samosprávy)
- Východní Jeruzalém (kontrolovaný Izraelem)
- Hebron
- Náblus
- Dženín (uprchlický tábor)
- Jericho
- Betlém
- Tulkarm (uprchlický tábor)
- Rawábí

### V Pásmu Gazy
- Gaza
- Chán Júnis (uprchlický tábor)
- Džabalíja (uprchlický tábor)
- Rafáh
- Dajr al-Balah